# Tipula (Lunatipula) saltatrix
Tipula (Lunatipula) saltatrix is een tweevleugelige uit de familie langpootmuggen (Tipulidae). De soort komt voor in het Palearctisch gebied.